# East Over Reservation
East Over Reservation ist ein 75 Acres (30,4 ha) großes Naturschutzgebiet bei der Stadt Rochester im Bundesstaat Massachusetts der Vereinigten Staaten, das von der Organisation The Trustees of Reservations verwaltet wird.

## Geschichte
Das heutige Schutzgebiet war ursprünglich Teil einer weitaus größeren Fläche, die zu landwirtschaftlichen Zwecken genutzt wurde. Neben der klassischen Landwirtschaft wurden hier auch Moosbeeren angebaut, und zu Kolonialzeiten existierten mehrere Mühlen am Sippican River. Mitte des 19. Jahrhunderts begann der New Yorker Geschäftsmann Charles H. Leonard mit dem Umbau des Geländes und errichtete das heute noch zu sehende Netzwerk von Steinwällen. 1910 kaufte die Familie Hiller das Land und bewirtschaftete es für nahezu 100 Jahre.
Von 2003 bis 2005 wurde das Schutzgebiet im Rahmen einer Kooperation der Trustees of Reservations, der Stadt Rochester und des Department of Agricultural Resources eingerichtet, um insbesondere die für die Region South Coast typischen, goldfarben angestrichenen Landwirtschaftsgebäude zu bewahren.

## Schutzgebiet
Das Schutzgebiet befindet sich im Einzugsgebiet der Buzzards Bay, das einem immer stärker werdenden Entwicklungsprozess unterliegt. Die an Gemälde von Currier and Ives erinnernde Landschaft befindet sich in einem Wandel, sodass historisch wichtige Teilbereiche besondere Schutzmaßnahmen erfordern.
Allein 40 Acres (16,2 ha) des Schutzgebiets bestehen aus Wiesen, die einen Lebensraum für Reisstärlinge, Wühlmäuse und Schmetterlinge bieten. Weitere 12 Acres (4,9 ha) ehemalige Weideflächen werden aktuell in Wald umgewandelt. Dort können Blauflügel-Waldsänger, Rötelgrundammern und Baumwollschwanzkaninchen beobachtet werden. In über das Schutzgebiet verteilten Feuchtgebieten leben darüber hinaus teilweise seltene Amphibien- und Reptilienarten.
Die ersten Steinwälle dieser Region wurden von den Kolonisten eher planlos aus den vor Ort vorgefundenen Steinen jeglicher Größe und Geometrie errichtet. Im 19. Jahrhundert wurden diese Wälle dann zu einem ästhetischen Bestandteil der ländlichen Architektur und waren infolgedessen besser geplant und ausgestaltet. Die Wälle im Schutzgebiet sind sehr mächtig ausgelegt und mit individuell bearbeitetem Granit verkleidet; die Errichtung der 2 mi (3,2 km) langen Strecke rund um die Farmgebäude dauerte dementsprechend mehr als zehn Jahre. Den Besuchern stehen im kostenfrei zugänglichen Schutzgebiet mehrere Meilen Wanderwege zur Verfügung.